# 西村義樹
西村 義樹（にしむら よしき）は、日本の言語学者。東京大学人文社会系研究科教授。

## 来歴
山口県生まれ。1983年東京大学文学部英文科卒、1986年同大学院修士課程修了、1992年同大学教養学部助教授（英語）、96年総合文化研究科助教授、2006年人文社会系研究科言語学専修助教授、2007年准教授。2012年教授。
認知言語学が専門。NHK教育テレビの英語番組「リトル・チャロ」の問題作成をしている。

## 編著など
- 『構文と事象構造』 中右実共編　研究社出版　1998
- 『認知言語学 1：事象構造』編者（シリーズ言語科学 2）　東京大学出版会　2002
- 『ことばのダイナミズム』森雄一・山田進・米山三明共編　くろしお出版　2008
- 『言語学の教室　哲学者と学ぶ認知言語学』野矢茂樹共著　中公新書　2013
- 『認知文法論Ⅰ』編者（シリーズ認知言語学入門4）　大修館書店　2018

### 翻訳
- マイケル・トマセロ『心とことばの起源を探る 文化と認知』大堀壽夫・中澤恒子・本多啓共訳　勁草書房　2006
- ジョン・R・テイラー『メンタル・コーパス：母語話者の頭の中には何があるのか』平沢慎也・長谷川明香・大堀壽夫 共編訳　くろしお出版　2017